# Кубок Боснії і Герцеговини з футболу 2000—2001
Кубок Боснії і Герцеговини з футболу 2000–2001 — 7-й розіграш кубкового футбольного турніру в Боснії і Герцеговині. Володарем кубку вдруге поспіль став Желєзнічар.

## Календар
| Раунд            | Дата                | Матчі | Клуби   |
| ---------------- | ------------------- | ----- | ------- |
| 1/16 фіналу      | 2 грудня 2000       | 16    | 36 → 20 |
| 1/8 фіналу       | 6/9 грудня 2000     | 16    | 20 → 12 |
| Перехідний раунд | 14/28 березня 2001  | 8     | 12 → 4  |
| 1/4 фіналу       | 5/25 квітня 2001    | 8     | 8 → 4   |
| 1/2 фіналу       | 9/23-24 травня 2001 | 4     | 4 → 2   |
| Фінал            | 15 червня 2001      | 1     | 2 → 1   |

## 1/16 фіналу
| Команда 1       | Рахунок | Команда 2            |
| --------------- | ------- | -------------------- |
| 2 грудня 2000   |         |                      |
| Груде           | 0:3     | Желєзнічар           |
| Благай          | 4:5     | Вележ                |
| Томислав        | 0:2     | Челік                |
| Босна (Високо)  | 0:1     | Широкі Брієг         |
| Одзак 102       | 2:1     | Троглав              |
| Дрина (Зворник) | 0:3     | Любушкі              |
| Іскра (Бугойно) | 1:2     | Посуш'є              |
| Мрамор          | 3:2     | Будучност (Бановичі) |
| Травнік         | 5:0     | Дерзелез             |
| Слобода (Тузла) | 5:0     | Чапліна              |
| Бротньо         | 0:3     | Сараєво              |
| Зриньські       | 1:0     | Рудар (Какань)       |
| Вітез           | 2:0     | Ораш'є               |
| Кіселяк         | 3:0     | Єдинство (Біхач)     |
| Бутімір         | 0:5     | Олімпік              |
| Подгрмец        | 5:0     | Країна               |

## 1/8 фіналу
| Команда 1       | Заг.    | Команда 2       | 1-й матч | 2-й матч |
| --------------- | ------- | --------------- | -------- | -------- |
| 6/9 грудня 2000 |         |                 |          |          |
| Посуш'є         | 2:2 (ч) | Слобода (Тузла) | 1:0      | 1:2      |
| Вітез           | 1:1 (ч) | Челік           | 1:1      | 0:0      |
| Мрамор          | 3:6     | Олімпік         | 2:1      | 1:5      |
| Одзак 102       | 2:3     | Кіселяк         | 1:2      | 1:1      |
| Сараєво         | 4:1     | Зриньські       | 3:0      | 1:1      |
| Подгрмец        | 1:2     | Травнік         | 0:0      | 1:2      |
| Любушкі         | 1:4     | Желєзнічар      | 0:1      | 1:3      |
| Вележ           | 1:5     | Широкі Брієг    | 1:1      | 0:4      |

## Перехідний раунд
31 січня 2001 року було оголошено, що 4 клуби з сербської общини країни, які не брали участь у змаганні, приєнаються до числа учасників Кубка Боснії і Герцеговини.
| Команда 1          | Заг.    | Команда 2                 | 1-й матч | 2-й матч |
| ------------------ | ------- | ------------------------- | -------- | -------- |
| 14/28 березня 2001 |         |                           |          |          |
| Боксти (Мілічі)    | 0:4     | Посуш'є                   | 0:0      | 0:4      |
| Челік              | 4:4 (ч) | Омладінац АПБ (Баня-Лука) | 2:3      | 2:1      |
| Радник (Бієліна)   | 2:3     | Олімпік                   | 0:2      | 2:1      |
| Сараєво            | 1:0     | Козара                    | 1:0      | 0:0      |

## 1/4 фіналу
| Команда 1        | Заг. | Команда 2                 | 1-й матч | 2-й матч |
| ---------------- | ---- | ------------------------- | -------- | -------- |
| 5/25 квітня 2001 |      |                           |          |          |
| Травнік          | 0:5  | Посуш'є                   | 0:3      | 0:2      |
| Широкі Брієг     | 3:1  | Омладінац АПБ (Баня-Лука) | 2:1      | 1:0      |
| Сараєво          | 3:0  | Кіселяк                   | 3:0      | 0:0      |
| Желєзнічар       | 4:0  | Олімпік                   | 4:0      | 0:0      |

## 1/2 фіналу
| Команда 1        | Заг. | Команда 2  | 1-й матч | 2-й матч |
| ---------------- | ---- | ---------- | -------- | -------- |
| 9/23 травня 2001 |      |            |          |          |
| Посуш'є          | 0:5  | Сараєво    | 1:0      | 1:4      |
| 9/24 травня 2001 |      |            |          |          |
| Широкі Брієг     | 1:3  | Желєзнічар | 0:1      | 1:2      |

## Фінал
| 15 червня 2001 |

| Желєзнічар                              | 3:2 | Сараєво                 |
| --------------------------------------- | --- | ----------------------- |
| Аджем 43' Аліходжич 59' Мухаремович 78' |     | Репух 19' Саранович 50' |

| Кошево, Сараєво Глядачів: 25 000 Арбітр: Сініша Зрнич |